# واومنة (واو مانة)
واومنة هي إحدى مشيخات المملكة المغربية، تتبع جغرافيا لإقليم خنيفرة وإداريًا لواو مانة. يقدر عدد سكانها بـ 7846 نسمة حسب الإحصاء الرسمي للسكان والسكنى لسنة 2004.